# Ectrepesthoneura bicolor
Ectrepesthoneura bicolor är en tvåvingeart som först beskrevs av Daniel William Coquillett 1901.  Ectrepesthoneura bicolor ingår i släktet Ectrepesthoneura och familjen svampmyggor. Inga underarter finns listade i Catalogue of Life.